# Premio Leelavati
Il Premio Leelavati è un premio assegnato per l'eccezionale contributo alla sensibilizzazione del pubblico nel campo della matematica. Prende il nome dal trattato matematico del XII secolo " Lilavati " dedicato all'aritmetica, all'algebra e al sistema decimale, scritto dal matematico indiano Bhāskara II, noto anche come Bhaskara Achārya. Nel libro l'autore ha posto, in forma di versi, una serie di problemi di aritmetica elementare a Leelavati (forse sua figlia) e ha fornito suggerimenti per le soluzioni. Sembra che quest'opera sia stata la principale fonte per l'apprendimento dell'aritmetica e dell'algebra nell'India medievale. L'opera fu tradotta anche in persiano e ebbe influenza nell'Asia occidentale.

## Storia
Il Premio Leelavati è stato consegnato per la prima volta alla cerimonia di chiusura del Congresso Internazionale dei Matematici (ICM) 2010 a Hyderabad, in India. Istituito dal Comitato organizzatore esecutivo (COE) dell'ICM con l'approvazione del Comitato esecutivo dell'IMU (CE), il Premio Leelavati è stato introdotto come riconoscimento internazionale una tantum per il notevole lavoro di sensibilizzazione del pubblico sulla matematica. L'accoglienza è stata così positiva sia alla conferenza che da parte della stampa di settore da indurre l'IMU a trasformare il riconoscimento in un premio quadriennale ricorrente e la cerimonia di premiazione in un evento regolare.
Il premio Leelavati non intende premiare la ricerca matematica ma piuttosto attività di divulgazione nel senso più ampio possibile. Consiste in 1.000.000 rupie indiane ( 14,000 dollari USA) insieme a un encomio ed è sponsorizzato da Infosys dal 2014.

## Vincitori
| Anno del premio | Vincitore       | Motivi |
| --------------- | --------------- | --- |
| 2010            | Simon Singh     | "Per contributi eccezionali alla sensibilizzazione del pubblico in matematica da parte di un individuo." |
| 2014            | Adrian Paenza   | "Per il suo contributo decisivo nel cambiare la mentalità di un intero Paese riguardo al modo in cui percepisce la matematica nella vita quotidiana, e in particolare per i suoi libri, i suoi programmi televisivi, e per il suo entusiasmo e la sua passione nel comunicare la bellezza e la gioia della matematica ."                                                          |
| 2018            | Ali Nesin       | "Per il suo eccezionale contributo all'aumento della consapevolezza pubblica sulla matematica in Turchia, in particolare per il suo instancabile lavoro nella creazione del "Villaggio Matematico" come luogo eccezionale e pacifico per l'istruzione, la ricerca e l'esplorazione della matematica per chiunque."                                                                |
| 2022            | Nikolai Andreev | "Per il suo contributo all'arte dell'animazione matematica e della costruzione di modelli matematici, in uno stile che ispira sia i giovani che gli anziani, e che i matematici di tutto il mondo possono adattare ai loro vari usi, così come per i suoi instancabili sforzi per divulgare la matematica tra il pubblico attraverso video, conferenze e un libro pluripremiato." |